# حزب همبستگی سوسیالیستی
حزب همبستگی سوسیالیستی (به ترکی: Sosyalist Birlik Partisi, SBP) یک حزب سیاسی چپ‌گرا و سوسیالیست در ترکیه بود. حزب همبستگی سوسیالیستی در ۱۵ ژانویۀ ۱۹۹۱ تأسیس شد. این حزب به وسیلۀ سعدون آرن رهبری می‌شد که یک استاد دانشگاه در رشتۀ اقتصاد و سیاست بود. حزب همبستگی سوسیالیستی سازمان جانشین حزب کمونیست متحد ترکیه (ت.ب.ک.پ) بود که از فعالیت قانونی منع شده‌بود، اما به جز این حزب احزاب دیگری شامل حزب کارگران سوسیالیست ترکیه (TSİP)، گروهی جداشده از حزب سوسیالیست و شماری از روشنفکران سوسیالیست مستقل ترکیه نیز در تأسیس حزب همبستگی سوسیالیستی مشارکت داشتند. حزب همبستگی سوسیالیستی نخستین کنگرۀ حزبی خود را در روزهای ۲ و ۳ مه ۱۹۹۲ در آنکارا برگزار کرد.
حزب همبستگی در انتخابات محلی ۱۹۹۴ که تنها انتخاباتی بود که در آن شرکت کرد، ۰/۰۳ درصد از آرا را به خود اختصاص داد.

فعالیت حزب همبستگی سوسیالیستی در ۱۹ ژوئیۀ ۱۹۹۵ با حکم دادگاه قانون اساسی ترکیه با این اتهام که «قصد از هم گسیختن تمامیت تجزیه‌ناپذیر کشور و ملت» را دارد، غیرقانونی اعلام شد.
 تصمیم‌گیرندگان حزب اندکی قبل از اعلام رأی دادگاه تصمیم به انحلال حزب گرفتند.
پس از انحلال حزب، اکثریت کادرهای آن نخست در سال ۱۹۹۴ به حزب سوسیالیست متحد (ب.س.پ) و پس از آن در سال ۱۹۹۶ به حزب آزادی و همبستگی پیوستند.

## عملکرد حزب در انتخابات

### انتخابات‌های محلی
| انتخابات | شورای استانی | شورای استانی | شهرداری |
| انتخابات | آرا          | %            | شهرداری |
| -------- | ------------ | ------------ | ------- |
| ۱۹۹۴     | ۸۰,۷۱۴       | %۰.۲۹        | ۰       |